# Histoire de la mémoire
 (décembre 2023).
 (décembre 2023).
La mise en forme du texte ne suit pas les recommandations de Wikipédia : il faut le « wikifier ».
Les points d'amélioration suivants sont les cas les plus fréquents. Le détail des points à revoir est peut-être précisé sur la page de discussion.
- Les titres sont pré-formatés par le logiciel. Ils ne sont ni en capitales, ni en gras.
- Le texte ne doit pas être écrit en capitales (les noms de famille non plus), ni en gras, ni en italique, ni en « petit »…
- Le gras n'est utilisé que pour surligner le titre de l'article dans l'introduction, une seule fois.
- L'italique est rarement utilisé : mots en langue étrangère, titres d'œuvres, noms de bateaux, etc.
- Les citations ne sont pas en italique mais en corps de texte normal. Elles sont entourées par des guillemets français : « et ».
- Les listes à puces sont à éviter, des paragraphes rédigés étant largement préférés. Les tableaux sont à réserver à la présentation de données structurées (résultats, etc.).
- Les appels de note de bas de page (petits chiffres en exposant, introduits par l'outil «  Source ») sont à placer entre la fin de phrase et le point final[comme ça].
- Les liens internes (vers d'autres articles de Wikipédia) sont à choisir avec parcimonie. Créez des liens vers des articles approfondissant le sujet. Les termes génériques sans rapport avec le sujet sont à éviter, ainsi que les répétitions de liens vers un même terme.
- Les liens externes sont à placer uniquement dans une section « Liens externes », à la fin de l'article. Ces liens sont à choisir avec parcimonie suivant les règles définies. Si un lien sert de source à l'article, son insertion dans le texte est à faire par les notes de bas de page.
- La présentation des références doit suivre les conventions bibliographiques. Il est recommandé d'utiliser les modèles {{Ouvrage}}, {{Chapitre}}, {{Article}}, {{Lien web}} et/ou {{Bibliographie}}. Le mode d'édition visuel peut mettre en forme automatiquement les références.
- Insérer une infobox (cadre d'informations à droite) n'est pas obligatoire pour parachever la mise en page.

Pour une aide détaillée, merci de consulter Aide:Wikification.
Si vous pensez que ces points ont été résolus, vous pouvez retirer ce bandeau et améliorer la mise en forme d'un autre article.
L’histoire de la mémoire est un courant historique né dans les années 1980. Ce courant, qui perçoit la mémoire comme un véritable objet d'histoire, peut être rattaché tant à l'histoire des représentations qu'à l'histoire des mentalités. C'est à la suite du développement du concept de « lieux de mémoire » par Pierre Nora que l'histoire de la mémoire s'est imposée comme champ de recherche des historiens contemporains. L’histoire de la mémoire s’inscrit dans le mouvement pluridisciplinaire des Memory studies, dans la filiation de l’histoire orale. Il peut susciter une approche interdisciplinaire, notamment en matière d’enseignement de la mémoire: tel est le cas de l'étude de la transmission de la mémoire des génocides comme la Shoah.

## Définition et objectifs[Quoi ?]
- L’histoire peut être qualifiée de « mise en récit, d’écriture du passé selon les modalités et les règles d’un métier — d’un art ou d’une science — qui essaie de répondre à des questions suscitées par la mémoire »[3]. Elle procède en se basant sur des documents pour quantifier et sur un langage de dénomination (l’utilisation de détails spatio-temporels et des noms) afin d’observer les changements, en examinant les groupes de l’extérieur[4]
- La mémoire est, quant à elle, une reproduction d’une partie du passé dont l’objectif n’est pas la connaissance critique des événements, mais le renforcement d’une identité collective. La mémoire est subjective, qualitative et singulière. C’est une construction, une vision du passé toujours filtrée par le présent[5]. Objectiver la mémoire oblige à prendre distance[style à revoir] avec la pratique traditionnelle de la discipline historique et à intégrer des méthodes et des concepts d'autres disciplines telles que la sociologie ou psychologie sociale[6].
- L’histoire de la mémoire est « l’étude de l’évolution de la forme et du contenu des différentes pratiques sociales, ayant pour objet la représentation du passé et l’entretien de son souvenir au sein d’un groupe ou d’une société toute entière »[7]. Selon Henry Rousso, c’est en fait sous l’enseigne de l’histoire de la mémoire que l’histoire peut montrer sa raison d’être et relever le défi mémoriel par un dépassement de la mémoire en l’objectivant. Une société en quête d’identité ou en proie à des querelles de mémoire nécessite effectivement le regard de l’histoire. Il permet de compléter l’analyse concrète d’un événement par celle de sa postérité dans les consciences, et cerner ainsi les enjeux et les « rejeux » de la mémoire collective[8].
- Cette histoire de la mémoire, aux objectifs culturels, ne doit pas être confondue avec le devoir de mémoire, porté par des enjeux civiques et moraux. Ce dernier vise à sacraliser la mémoire des victimes d'évènements meurtriers du passé[9]. En font partie les lois mémorielles édictées par certains États qui portent sur les génocides : la Shoah, le génocide arménien.

## Évolution dans le temps du couple histoire/mémoire
Depuis longtemps, les concepts de mémoire et d'histoire sont étroitement liés. Romains et Grecs tenaient la mémoire en haute estime. Dans des sociétés essentiellement orales comme la Grèce antique, la connaissance était assimilée à la mémoire vivante. Les Grecs accordaient une valeur particulière à la mémoire et ils l'entrainaient rigoureusement. Même Mnemosyne, déesse grecque de la mémoire, était également comme la déesse de la sagesse. Dans l'Antiquité romaine en revanche, la mémorisation était surtout un outil pédagogique et pratique. Dans leur société davantage basée sur l'écrit, la mémoire devenait un outil connexe de l'histoire notamment pour les grands orateurs ou les avocats qui mémorisaient les lois pour un usage juridique. On peut ainsi observer qu'à cette époque, l'histoire n'est qu'un processus d'écriture de la mémoire. Elle sert à véhiculer la mémoire des peuples sous différentes formes.
La situation ne change pas beaucoup durant la période médiévale. Les pratiques rhétoriques antiques ont survécu au Moyen Âge et se sont enrichies. Jusqu'au début du XIIe siècle, l'écriture de l'histoire n'était considérée que comme un adjoint à la mémorisation collective. L'autorité était véhiculée par la mémoire, par conséquent l'histoire ne pouvait que la servir. Saint Thomas d'Aquin va même aller jusqu'à avancer les vertus de l'art de la mémoire au XIIIe siècle. Ce n'est qu'à partir de la Renaissance que l'estime des savants pour la mémoire décline au profit de la pratique historienne.
Progressivement, l’histoire prend ses distances avec le concept de mémoire en établissant des procédures d'authentification et de critique des traces du passé. Alors que les sociétés antiques étaient plus centrées sur le passé et la mythologie, les sociétés modernes et contemporaines sont, quant à elle, plus intéressées par l’avenir et le progrès. Ce changement de perspective amène les historiens à se questionner sur la justesse de leurs sources et à cesser de placer le témoin, trop subjectif, au centre de leur connaissance. Dès la Renaissance, les historiens s’appliquent à remplacer les témoignages oraux par des sources écrites. Ces documents écrits, qui constituent des preuves, permettent aux historiens de connaître, avec précision, un passé oublié qu’ils retracent de manière dite objective. Ce n’est qu’à partir du dernier tiers du XXe siècle, qu’un retour d’intérêt pour la mémoire se fait sentir. L’histoire connaît un déplacement de l'étude des structures vers celle des individus. Désormais, le terrain d’étude des historiens n’est plus non plus l’événement, mais également la représentation collective de cet événement. C'est ce qu'on appelle le tournant linguistique analysant les discours et les représentations qu'ils portent.
Ce revirement de situation est surtout visible pendant le XXe siècle, car c'est durant cette période qu'apparait une volonté, voire un besoin, de commémorer différents évènements historiques. Les Guerres mondiales viennent en premier lieu. La conception de la mémoire de la Première Guerre mondiale est passée d'une mémoire à tendance belliciste durant l'entre-deux-guerres et après la Deuxième Guerre mondiale à une mémoire de plus en plus pacifiée dans les années 1950 et 1960. Aujourd'hui, cette mémoire pousse à promouvoir des symboles de paix sur tous les supports disponibles. La Deuxième Guerre mondiale a également montré comment la mémoire collective est étroitement liée aux conflits mondiaux. La mémoire de l'Holocauste a mis en avant sur un traumatisme dans la mémoire collective européenne et mondiale.
La préparation du bicentenaire de la Révolution française a grandement contribué à l'instauration de l'histoire de la mémoire comme champ de recherche chez les historiens contemporains. Le concept de lieu de mémoire a notamment été créé par Pierre Nora en lien avec le concept d'identité nationale avancé par le bicentenaire. Enfin, le mouvement anticolonialiste des années 1960 invite les colonisés à reconsidérer leur mémoire collective et à rejeter les travaux des historiens basés sur des archives qui montrent uniquement le point de vue des colonisateurs. Cette réhabilitation de la mémoire des peuples colonisés a poussé certains historiens à se concentrer sur l’étude de la mémoire.

## Historiographie de la discipline

### Historiographie francophone
La discipline de l’histoire de la mémoire a des têtes de proue tant dans le monde francophone qu’anglophone .Le sociologue Maurice Halbwachs est considéré comme le précurseur du concept d'histoire de la mémoire. Dans ses ouvrages Les cadres sociaux (1925) et La mémoire collective (1950), il développe la notion de « mémoire collective ». Il veut démontrer que chaque groupe d’individus se constitue une mémoire qui lui est propre et qui se fonde sur des processus de remémoration et de localisation mais également sur des formes et des cadres issus de son milieu social. Selon lui, il y a autant de mémoires qu’il y a de groupes. Pour la première fois en 1925, la mémoire est théorisée à l’échelle collective et non plus seulement individuelle.
L’historien français Pierre Nora a fortement contribué à la discipline. Dans son Entre Mémoire et Histoire, il explicite la problématique des « lieux de mémoire ». Il s’agit, selon lui, d’un endroit où se cristallise la mémoire d’un événement ; c’est le souvenir, par un lieu, d’un événement/d’un fait ou d’une action passée. En fait, il s’agit du moment où l’intimité d’une mémoire disparaît pour vivre uniquement dans l’histoire « reconstituée ». Les lieux de mémoire sont avant tout des restes construits et entretenus par une collectivité. L’exemple fréquemment cité par Pierre Nora est celui de la Shoah. Cette notion de « lieux de mémoire » est à la fois matérielle, fonctionnelle et symbolique. Elle est constituée par le lien qu’entretiennent la mémoire et l’histoire. « La mémoire dicte et l’histoire écrit ». Cependant, contrairement aux objets de l’histoire, rien ne correspond aux lieux de mémoire dans la réalité ; ils sont, en effet, leur propre référent. Il s’agit en fait d’une notion relativement paradoxale. De fait, les lieux de mémoire restent fermés sur eux-mêmes et sur leur identité ; pourtant, ils s’ouvrent constamment à de nouvelles significations. Pour Nora, l’existence des lieux de mémoire marque la fin d’une tradition de mémoire « vraie » qui devient plutôt, aujourd'hui, une mémoire archivistique portée en premier lieu par les historiens. En effet, les lieux de mémoire se développent à partir du sentiment qu’il n’y a pas de « mémoire spontanée » : dès lors, il semble essentiel de créer des archives. Pierre Nora n’est toutefois que l’initiateur de l'histoire de la mémoire. De nombreux autres travaux relatifs à ce courant historique ont été réalisés depuis le début des années 1980. Du côté francophone, des auteurs tels que Aleida Assmann, Henry Rousso ou encore Paul Ricœur peuvent être cités à titre d’exemples.
Aleida Assmann et son mari Jan théorisent dans les années 1980 le concept de « mémoire culturelle ». La notion de « mémoire collective » recouvrait déjà deux réalités pour Halbwachs : d’une part, le fait que la mémoire individuelle était nourrie par les éléments que lui fournissait la société et, d’autre part, que la mémoire était le propre d’une société, d’un groupe. En découle ainsi une sorte de classification des types de mémoires grâce à Aleida et Jan Assmann, avec deux grands types de mémoire collective : la mémoire « communicative » et la mémoire « culturelle ». Comme le souligne Aleida Assmann, la mémoire « communicative » se distingue de la mémoire culturelle par le fait qu’elle est portée par des individus et est donc le fruit d’une communication sociale, tandis que la mémoire culturelle est portée par des médias symboliques, c’est-à-dire des porteurs matériels. Henry Rousso contribue à légitimer l’histoire de la mémoire en France avec ses recherches sur le syndrome de Vichy. Dans son ouvrage paru en 1987, il analyse l’évolution de la mémoire collective française à ce sujet et met en garde contre les effets du devoir de mémoire. Enfin, Paul Ricœur se distingue avec des ouvrages comme La mémoire, l’histoire et l’oubli publié en 2000. Il s'agit d'une étude philosophique de nature épistémologique sur la mémoire dans sa dimension historique. Son livre est divisé en plusieurs parties. Dans l’ordre, il propose une phénoménologie de la mémoire, une approche d’épistémologie de l’histoire et enfin une partie où il se concentre sur l’être historique. Dans La Mémoire, l’histoire, l’oubli, Ricœur veut montrer que la mémoire, aussi difficile soit-elle à comprendre, est la base du témoignage et de l’archive, les ressources fondamentales de l’histoire. Celle-ci se compose de trois éléments, l’archive, l’explication historique et la mise en forme narrative
Cette notion de « lieux de mémoire » est à la fois matérielle, fonctionnelle et symbolique. Elle est constituée par le lien qu’entretiennent la mémoire et l’histoire. « La mémoire dicte et l’histoire écrit ». Cependant, contrairement aux objets de l’histoire, rien ne correspond aux lieux de mémoire dans la réalité ; ils sont, en effet, leur propre référent. Il s’agit en fait d’une notion relativement paradoxale. De fait, les lieux de mémoire restent fermés sur eux-mêmes et sur leur identité ; pourtant, ils s’ouvrent constamment à de nouvelles significations.
Pour Nora, l’existence des lieux de mémoire marque la fin d’une tradition de mémoire « vraie » qui devient plutôt, aujourd'hui, une mémoire archivistique portée en premier lieu par les historiens. En effet, les lieux de mémoire se développent à partir du sentiment qu’il n’y a pas de « mémoire spontanée » : dès lors, il semble essentiel de créer des archives.

### Historiographie internationale
Outre les auteurs français de renom (Nora, Halbwachs…) qui marquèrent la discipline, l’historiographie de l’histoire de la mémoire fut également influencée par des auteurs anglophones et, dans une moindre mesure, par des auteurs germanophones. Le couple Assmann, par exemple, théorisa les notions de mémoire « collective » et de mémoire « communicative », comme mentionné précédemment. Une perspective d’explication de l’identité politique dans les anciennes civilisations fut tentée par Jan Assmann au début des années 1990. D’autres travaux isolés ont été réalisés à sa suite, comme par Harald Weinrich qui écrivit en 1997 un ouvrage qui mobilisa non pas la notion de mémoire directement, mais sa jumelle antonymique, la notion d’oubli.
L’influence anglaise fut plus riche et les productions historiographiques proliférèrent depuis la fin des années 1980. L’un des pionniers de la discipline fut Peter Burke auquel on attribue une approche de la mémoire limitée, qui la considère soit comme une catégorie analytique, soit comme un champ d’étude à part entière. En 1989, il retraçait déjà l’histoire de la discipline dans un article intitulé « History as Social Memory ». Après Burke, les productions se multiplièrent assez rapidement, et même si les années 1990 connurent un succès important, cela reste toutefois relativement minime par rapport à l’apport des décennies qui suivirent. En 2014, Geoffrey Cubitt a écrit « History and Memory », dans lequel il offre une introduction générale et synthétique sur l’histoire de la mémoire qu’il destine aux étudiants, aux professeurs, à un public cultivé mais néanmoins néophyte dans ce domaine.

## Champ de recherches de l'histoire de la mémoire
Le champ de recherches de l'histoire de la mémoire est assez varié. En effet, les historiens de la mémoire s'intéressent à la mémoire du deuil, aux témoignages oraux, aux commémorations, au tourisme de mémoire ou encore aux monuments de guerre. Plusieurs événements du XXe siècle font l'objet d'études approfondies comme la guerre civile d'Espagne, le génocide arménien ou le génocide rwandais. Mais, c'est principalement l'histoire des deux guerres mondiales que les historiens de la mémoire étudient depuis les années 1980.
Selon Antoine Prost et Jay Winter, l'histoire de la Grande Guerre connait, au tournant des années 1980-1990, un nouvel essor. Les thématiques des représentations, des expériences individuelles, de la douleur et des traumatismes sont désormais abordés: les témoignages sont, par conséquent, utilisés comme sources principales. En ce qui concerne la Seconde Guerre mondiale, les historiens de la mémoire apportent également de nombreux sujets novateurs. Comme l'indiquent plusieurs bibliographies de la revue Témoigner, l'Holocauste est aujourd'hui étudié à travers les sites touristiques. Les historiens s’intéressent aussi à la manière dont les professeurs abordent la Shoah en classe ainsi qu'aux lois mémorielles et au négationnisme qui influencent l'écriture de l'histoire de la Seconde Guerre mondiale. Précisons toutefois que professeurs reconnaissent qu’à l’heure actuelle, il existe désormais une « concurrence des mémoires » où l’on tente de déterminer quel(s) sujet(s) de mémoire prime(nt) en fonction des faits qu’il(s) implique(nt). Dans le cas précis de l’enseignement de la Shoah dont le but peut être d'encourager à une meilleure compréhension des enjeux politiques actuels tels que des manifestations d’antisémitisme ou d’autres types de racismes, la critique ou le soutien de l’État d’Israël, l’usage de plusieurs disciplines et de leurs ressources telles que des lectures, des ateliers d’écriture et des dilemmes éthiques sont utilisés pour favoriser la compréhension du sujet.

## Memory studies
L’histoire de la mémoire prend ses racines dans l’histoire orale, mais s’en est séparée assez rapidement. En dehors des relations intradisciplinaires qu’elle entretient, elle se raccroche également à un champ plus large appelé les «Memory studies ». Il s’agit d’un domaine académique qui emploie la mémoire comme un outil, comme un clé pour analyser le passé. Plusieurs courants composent ce champ de recherche. Dans un premier temps, les Memory studies dissocient la mémoire contemporaine de la mémoire du passé. Le rapport que des contemporains entretiennent avec le passé varie en fonction de l’époque analysée. Autrefois, la frontière entre le passé et le présent était plus stable, mais l’apport des médias modernes l’a quelque peu fragilisée: le passé est alors devenu une partie du présent. Le souvenir concerne le passé, mais appartient au présent.
Ensuite, les Memory studies abordent les notions de mémoire collective et de mémoire individuelle. La mémoire joue un rôle dans la formation de l’identité, et l’identité se forme communément à partir de souvenirs individuels et de souvenirs liés aux interactions avec les autres.
Notons aussi que la mémoire est une notion fluctuante. Il ne s’agit pas d’un processus homogène,  elle est continuellement façonnée, et donc instable. L’étude de la mémoire multidirectionnelle aborde cette thématique, et analyse l’impact d’une mémoire non-figée exclusivement sur la collectivité. Elle avance également que la mémoire n’est la propriété de personne, d’aucun groupe. La relation entre la mémoire et l’identité n’est donc pas linéaire.
À l’inverse, la mémoire-écran se focalise sur l’individu, et agit comme une mémoire multidirectionnelle. Elle recouvre les événements traumatiques qui ne peuvent être abordés directement. Elle tire son importance de la présence de la mémoire des autres.